# Šempas
Šempas – wieś w Słowenii, w gminie miejskiej Nova Gorica. W 2018 roku liczyła 1152 mieszkańców. 